# Matt Ritchie
Matthew Thomas Ritchie (* 10. September 1989 in Gosport, England) ist ein schottischer Fußballspieler.
Er begann seine Karriere beim FC Portsmouth, wo er sich jedoch in jungen Jahren nicht in der ersten Mannschaft durchsetzen konnte. Nach verschiedenen Leihgeschäften bei Dagenham & Redbridge, Notts County und Swindon Town, wechselte er letztendlich 2011 fest zu Swindon Town. Im Januar 2013 zog er zum AFC Bournemouth weiter, mit denen er in zwei Jahren den Durchmarsch von der dritten in die erste englische Spielklasse schaffte. Seit der Saison 2016/17 steht er beim englischen Erstligisten Newcastle United unter Vertrag. Er war außerdem von 2015 bis 2018 schottischer Nationalspieler.
Der beidfüßige Ritchie kann auf dem Spielfeld auf beiden Seiten sowohl offensive, als auch defensive Positionen besetzen und ist für seine starken Flanken bekannt.

## Vereinskarriere

### FC Portsmouth
Der in Gosport, Hampshire, geborene Ritchie begann mit dem Fußballspielen im Alter von sechs Jahren beim lokalen Verein FC Gosport Borough. Im Alter von 13 stieß er in das Jugendakademie des Premier-League-Vereins FC Portsmouth, der in der Nähe seiner Heimatstadt angesiedelt ist. Im Sommer 2008 unterschrieb er seinen ersten professionellen Vertrag bei Pompey. Die Vorbereitung zur Saison 2008/09 verbrachte Ritchie außerdem bereits bei der ersten Mannschaft und zeigte in Testspielen ansprechende Leistungen.

### Leihgeschäfte
Nachdem er zu Saisonstart auch in der Reserve- und Akademiemannschaft überzeugte, lieh Portsmouth ihn Ende September für einen Monat an den Viertligisten Dagenham & Redbridge aus, damit er im Profibetrieb erste Einsatzzeiten sammeln konnte. Sein Debüt bestritt der 19-jährige Ritchie am 27. September 2008, als er beim 1:1-Unentschieden gegen Rotherham United in der Schlussphase eingewechselt wurde. Sein erstes Ligator folgte am 4. Oktober beim 2:0-Auswärtssieg gegen den AFC Rochdale und bereits im nächsten Spiel gegen den FC Barnet traf er erneut. Am 30. Dezember verkündete Dag & Red die Leihe Ritchies bis Saisonende verlängert zu haben. Seine starken Leistungen bei seinem Leihverein wurden auch von Portsmouth bemerkt, welche seinen Vertrag um zwei Jahre verlängerten und ihn zum vereinsinternen Young Player of the Season kürten. In 40 Einsätzen für Dagenham erzielte er 12 Tore und konnte vier weitere vorbereiten. Sein Verein klassierte sich nach 46 Runden auf dem 8. Tabellenrang.
Am 1. September 2009 wechselte Ritchie bis Jahresende leihweise zu Notts County, welche wie sein vorheriger Leihverein Dagenham & Redbridge in der Football League Two spielte. Bei den Magpies kam er auf 16 Einsätze, in denen er drei Treffer erzielte. Obwohl Notts County und Ritchie eine Verlängerung der Leihe bis Saisonende 2009/10 anstrebten, kehrte er zum Jahreswechsel 2010 zum FC Portsmouth zurück.
Im Winter 2010 war Portsmouth in Gesprächen mit Swindon Town über einen permanenten Wechsel Ritchies zur Mannschaft aus South West England, welche aber im Sande verliefen. Dennoch erhielt Swindon Trainer Danny Wilson letztendlich am 11. Februar 2010 seinen Wunschspieler, jedoch wurde er nur bis Saisonende von Portsmouth ausgeliehen. Sein Debüt in der Football League One bestritt er am 23. Februar beim 4:1-Heimsieg gegen Stockport County, als er bereits nach 25 Minuten für Danny Ward ins Spiel kam. Nach drei weiteren Kurzeinsätzen für Swindon, rief sein Stammverein Portsmouth Ritchie im März zurück, da die Südengländer im Abstiegskampf mit Verletzungssorgen zu kämpfen hatten.

### Rückkehr zum FC Portsmouth
Bei der 2:0-Auswärtsniederlage bei Tottenham Hotspur am 27. März 2010 saß Ritchie zum ersten Mal auf der Bank. Am 14. April debütierte er letztendlich gegen Wigan Athletic in der Premier League. Beim 0:0-Unentschieden stand er von Beginn an auf dem Platz, wurde aber nach 79. Spielminuten durch Frédéric Piquionne ersetzt. Auch bei der 1:2-Heimpleite gegen Aston Villa im folgenden Spiel kam er zum Einsatz, als er in der Schlussphase für Papa Bouba Diop eingewechselt wurde. Der FC Portsmouth musste am Ende der Saison als Tabellenletzter den Abstieg in die zweitklassige Football League Championship hinnehmen. Dennoch unterzeichnete Ritchie einen neuen Zweijahresvertrag bei Pompey.
In der folgenden Saison 2010/11 stand Ritchie in den ersten beiden Ligaspielen gegen Coventry City und den FC Reading über die volle Spieldauer am Feld. Beim 1:1-Unentschieden gegen Reading bereitete er das Führungstor durch Nadir Çiftçi vor. In den zwei folgenden Spielen kam er in der zweiten Halbzeit von der Bank ins Spiel und in den nächsten Spielen war er bei Trainer Steve Cotterill bereits außen vor. Der fürchterliche Saisonstart des Absteigers zwang Cotterill auf erfahrene Spieler zu setzen. Erst am 8. Spieltag feierte Portsmouth mit einem 6:1-Heimerfolg gegen Leicester City, in Abwesenheit Ritchies, den ersten Saisonsieg. Beim 3:1-Heimsieg gegen Bristol City im nächsten Spiel wurde er ein letztes Mal eingewechselt, bevor man sich entschloss Ritchie wieder zu verleihen.

### Swindon Town
Am 4. Oktober 2010 wurde er ein zweites Mal an den Drittligisten Swindon Town ausgeliehen. Zuerst war eine einmonatige Leihe geplant, welche jedoch bereits zwei Wochen nach Ritchies Ankunft um zwei weitere Monate verlängert wurde. Bei Swindon war er fest als Stammspieler eingeplant und am 16. Oktober erzielte er bei der 4:5-Auswärtsniederlage gegen Peterborough United sein erstes Tor für die Robins. Nachdem er bis Januar jedes Liga- und Pokalspiel für seinen Leihverein absolvierte und in diesen vier Tore erzielte und vier weitere vorbereitete, verpflichtete ihn Swindon Town am 7. Januar 2011 permanent für eine Ablösesumme in Höhe von 300.000 €. Er unterschrieb dort einen 2-1/2-Jahres-Vertrag. Auch in der weiteren Saison 2010/11 kam er in allen Spielen zum Einsatz und erzielte drei weitere Tore und wurde zu Swindons Spieler der Saison gewählt. Dennoch musste er mit seinem neuen Verein als Tabellenschlusslicht den Abstieg in die League Two hinnehmen.
Unter dem neuen Trainer Paolo Di Canio behielt er in der nächsten Saison 2011/12 seinen Platz in der Startformation und trug mit 10 Toren und 12 Vorlagen in 40 Ligaspielen wesentlich zum Wiederaufstieg Swindons in die League One bei. Seine guten Leistungen wurden während der Saison auch von anderen League-One-Vereinen bemerkt, vor allem der AFC Bournemouth bemühte sich um die Dienste des Flügelspielers. Ein dementsprechendes Angebot von den Cherries in Höhe von 400.000 Pfund (zum heutigen Zeitpunkt rund 450.000 Euro) wurde Ende November 2011 abgelehnt. Trainer Di Canio hing Ritchie daraufhin ein Preisschild in Höhe von 2 Millionen Pfund (zum heutigen Zeitpunkt rund 2,2 Millionen Euro) um. Im März wurde seine ausgezeichnete Saison mit dem Football League Two Player of the Year Award als bester Spieler der Saison gekürt. Außerdem erhielt er zusammen mit seinem Teamkollegen Paul Caddis eine Einberufung in die Football League Two Mannschaft des Jahres. Nach der Saison lehnte sein Verein ein Transferangebot in Höhe von 900.000. Als Zeichen an die Konkurrenz keine Schlüsselspieler verkaufen zu müssen, wurde sein Vertrag bis 2014 verlängert.
Auch die Saison 2012/13 begann für Ritchie gut. In seinen ersten sieben Saisoneinsätzen erzielte er fünf Tore und assistierte bei einem weiteren. Mit Swindon gelang zum Jahreswechsel 2013 der Sprung in die Top 6 der Tabelle, welcher zur Teilnahme an den Aufstiegsplayoffs ausreicht. Bis Ende Januar 2013 hatte er bereits neun Tore und genauso viele Vorlagen auf dem Konto. Sein Verein hielt dem immer stärker werdenden Interesse des AFC Bournemouth und der verlockenden Ablösesumme letztendlich nicht mehr stand und verkaufte ihn noch im Wintertransferfenster an die Mannschaft aus Dorset.

### AFC Bournemouth
Am 30. Januar 2013 unterschrieb Ritchie einen 3-1/2-Jahres-Vertrag beim League-One-Aufstiegsaspiranten AFC Bournemouth. Die Ablösesumme die letztendlich für ihn bezahlt wurde, belief sich auf 400.000 Pfund (zum heutigen Zeitpunkt rund 450.000 Euro) und war damit weit unter dem Angebot aus dem Sommer 2012. Ritchie selbst äußerte sich überrascht den Klub verlassen zu müssen. Trainer Di Canio warf der Swindon-Vereinsführung vor, Ritchie hinter seinem Rücken verkauft zu haben und stellte seine Zukunft bei den Robins in Frage. Letztendlich verließ Di Canio den Verein am 18. Februar.
Ritchie debütierte am 2. Februar 2013 beim 3:0-Auswärtssieg bei MK Dons für seinen neuen Verein. In den ersten Spielen für Bournemouth kam er auch als Linksverteidiger zum Einsatz, kehrte aber nach sechs Spielen wieder auf seine Stammposition am rechten Flügel zurück. Sein erstes Tor erzielte er am 23. März beim 4:1-Heimsieg gegen den FC Bury. Dieser Sieg leitete eine Siegesserie von acht Spielen ein, welcher die Cherries vom siebten auf den ersten Tabellenrang beförderte. Beim 3:1-Heimsieg am 43. Spieltag gegen seinen ehemaligen Verein Notts County traf Ritchie doppelt. Am Ende der Saison schaffte man mit dem 2. Tabellenrang hinter den Doncaster Rovers den Aufstieg in die zweitklassige Championship. Ritchie beendete die Spielzeit mit 12 Toren und elf Vorlagen.
In der folgenden Spielzeit 2013/14 bestritt Ritchie erst am 16. Spieltag bei der 0:1-Heimniederlage gegen Derby County sein erstes Spiel. Am Boxing Day 2013 entschied er das Spiel im Alleingang zu Gunsten seiner Mannschaft. Beim 3:0-Sieg gegen Yeovil Town erzielte er in der 50. Minute die Führung und sieben Minuten später verdoppelte er diese. Das Tor zum Endstand in der 65. Minute durch Eunan O’Kane bereitete er außerdem vor. In seinen ersten sieben Saisoneinsätzen erzielte er 5 Tore und bereitete ein weiteres vor. Am Ende der Saison fand er sich mit Bournemouth auf dem 10. Tabellenrang wieder. Er selbst schloss das Jahr mit neun Toren und drei Vorlagen in 32 Einsätzen ab.
Ritchie startete in die Saison 2014/15 mit zwei Vorlagen beim 4:0-Auswärtstriumph gegen Huddersfield Town. Er war einer der Schlüsselspieler der Mannschaft Bournemouths, welche bereits in der zweiten Saison nach dem Aufstieg um die Meisterschaft in der Championship kämpfte. Am Saisonende sorgte er mit hervorragenden Leistungen davor, dass Bournemouth tatsächlich der Aufstieg in die Premier League gelang. Beim 2:2-Unentschieden gegen Sheffield Wednesday traf er und bereitete ein Tor vor. Diese Leistung wiederholte er auch beim darauffolgenden Spiel gegen die Bolton Wanderers. Beim 3:0-Auswärtssieg im letzten Spiel gegen Charlton Athletic markierte er einen Doppelpack und sicherte den Cherries die Meisterschaft. Ritchie hatte hierbei mit 15 Saisontoren und 17 Vorlagen einen wesentlichen Anteil.
Sein erstes Tor in der Premier League erzielte er am 19. September 2015 gegen den AFC Sunderland. Am 25. Oktober traf er bei der 1:5-Heimpleite gegen Tottenham Hotspur bereits in der ersten Spielminute. Die Saison 2015/16 beendete Bournemouth auf dem 16. Tabellenrang und entkam nur um 5. Punkte dem Abstieg. Ritchie konnte seine Form aus der Vorsaison nicht in der Premier League bestätigen, kam aber dennoch auf zehn Scorerpunkte.

### Newcastle United
Dennoch stieg Ritchie ab und zwar da er zur Saison 2016/17 zum Premier-League-Absteiger der Vorsaison, Newcastle United, wechselte. Er wurde zur dritten Verpflichtung des Trainers Rafael Benítez, der dem Team zum sofortigen Wiederaufstieg verhelfen sollte. Ritchie debütierte am ersten Spieltag der Saison bei der 0:1-Auswärtsniederlage gegen den FC Fulham. Zwei Spiele traf er bereits erstmals für die Magpies, als er beim 4:1-Heimsieg gegen den FC Reading einen Elfer versenkte. Nach diesem Treffer wurde er zum Elfmeterschützen Newcastles bestimmt und war in dieser Rolle in der Saison zweimal in einen Vorfall involviert. Beim 6:0-Kantersieg im League Cup gegen Preston North End verweigerte er dem Stürmer Aleksandar Mitrović den Elfer auszuführen und verwandelte ihn selbst. Im Ligaspiel gegen Burton Albion versenkte er erneut einen Elfmeter, welcher jedoch vom Schiedsrichter Keith Stroud aberkannt wurde, da Dwight Gayle zu früh in den Strafraum gelaufen war. Das Spiel wurde mit einem indirekten Freistoß für Burton fortgesetzt, endete aber letztendlich dennoch mit einem 1:0-Sieg für Newcastle, da Ritchie später noch den Siegtreffer erzielte. Die Saison endete für ihn zwei Spiele vor Schluss, nachdem er nach Ende des 1:1-Unentschiedens gegen Leeds United Fehlverhalten gegenüber einem Offiziellen im Spielertunnel gezeigt hatte. Seine 12 Ligatore und acht Vorlagen beförderten Newcastle trotzdem wieder zurück in die Premier League.
In der Saison 2017/18 machte er mit vier Vorlagen in den ersten fünf Ligaspielen auf sich aufmerksam. Sein erstes Saisontor ließ bis zum 11. Februar 2018 auf sich warten. Er erzielte beim überraschenden 1:0-Heimsieg gegen Manchester United das Tor des Tages, welches im Kampf um dem Abstieg jedoch ein sehr wichtiges war. Auch bei den Heimsiegen gegen den FC Southampton und den FC Arsenal netzte Ritchie erneut. Newcastle hielt am Ende mit dem 10. Platz deutlich die Klasse. Ritchie trug dazu mit drei Toren und sechs Vorlagen bei.
Seine dritte Spielzeit bei Newcastle begann er mit einer Vorlage bei der 1:2-Heimniederlage im ersten Saisonspiel gegen Tottenham Hotspur. Sein erstes Saisontor in der Liga gelang ihm am 29. Januar 2019, als er beim überraschenden 2:1-Heimsieg gegen Manchester City in der 80. Spielminute den Elfmeter zum Sieg erzielte. Sein zweites und letztes erzielte er am 16. März beim 2:2 gegen seinen ehemaligen Arbeitgeber AFC Bournemouth. Am Ende der Saison 2018/19 hatte er zwei Tore und acht Assists, die ihm in 36 Ligaspielen gelangen, auf dem Konto. Ritchie spielte in der Mannschaft von Benítez in dieser Spielzeit auch erstmals in seiner Karriere auf der Position des linken Außenverteidigers.

## Nationalmannschaft
Aufgrund seiner Herkunft war es Ritchie möglich sowohl für sein Geburtsland England, als auch für das Heimatland seines Vaters Schottland, aufzulaufen. Am 16. März 2015 wurde er, im Rahmen des Freundschaftsspiels gegen Nordirland und das Qualifikationsspiel zur Europameisterschaft 2016 gegen Gibraltar, zum ersten Mal für die schottische Fußballnationalmannschaft nominiert. Im Spiel gegen Nordirland am 25. März debütierte er und bereitete das entscheidende 1:0 durch Christophe Berra vor. Am 5. Juni traf er bei einem 1:0-Heimsieg in einem Freundschaftsspiel gegen Katar zum ersten Mal im Nationalteam. Sein zweites Tor folgte beim 2:2-Unentschieden im EM-Qualifikationsspiel gegen Polen, in dem er auch noch einen Assist liefen konnte. Dieser Treffer wurde zum Tor des Jahres 2015 in Schottland gewählt. Nach insgesamt 16 Länderspielen für Schottland bat er im November 2018 darum, nicht mehr für die Auswahl berücksichtigt zu werden.

## Erfolge

### Verein
Swindon Town
- Football League Two: 2011/12

AFC Bournemouth
- Aufstieg in die Football League Championship: 2012/13
- Football League Championship: 2014/15

Newcastle United
- EFL Championship: 2016/17

### Individuelle Auszeichnungen
- Football League Two Player of the Year: 2011/12
- Football League One Player of the Year: 2012/13
- PFA Team of the Year: 2011/12 League Two, 2014/15 Championship